# Orfelia incasica
Orfelia incasica är en tvåvingeart som beskrevs av Lane 1950. Orfelia incasica ingår i släktet Orfelia och familjen platthornsmyggor. Inga underarter finns listade i Catalogue of Life.